# Xestia subrubra
Xestia subrubra là một loài bướm đêm trong họ Noctuidae.